# Alessandro Buongiorno
Alessandro Buongiorno (Turín, 6 de junio de 1999) es un futbolista italiano. Juega de defensa y su equipo es la S. S. C. Napoli de la Serie A.

## Trayectoria

### Torino y cesiones
Nacido en Turín pero originario de Campania por parte de sus abuelos, firmó su primer contrato profesional con el Torino F. C. el 14 de febrero de 2018. Debutó en la Serie A el 4 de abril en la victoria por 4-1 sobre el F. C. Crotone.
Para la temporada 2018-19, fue cedido al Carpi F. C. 1909 de la Serie B.
El 11 de enero de 2020 fue prestado al Trapani Calcio por el resto de la temporada.

### Napoli
El 13 de julio de 2024, tras haber jugado más de cien partidos con el equipo turinés, fue traspasado a la S. S. C. Napoli por 35 millones de euros más 5 millones en bonificaciones, firmando un contrato por cinco temporadas que incluye una cláusula de rescisión de 70 millones de euros, válida únicamente a partir del verano de 2027. Debutó el 10 de agosto, como titular, en el partido de Copa Italia contra el Modena. El 15 de septiembre siguiente, con motivo del encuentro como visitante ante el Cagliari, correspondiente a la cuarta jornada de la Serie A, marcó su primer gol con la camiseta del Napoli, anotando el definitivo 4-0 a favor de su equipo.
Titular habitual en la defensa del conjunto partenopeo, su temporada se vio condicionada por diversas lesiones: en diciembre sufrió una fractura en dos vértebras lumbares; posteriormente, a mediados de abril, un problema en los aductores, y más tarde, el 26 del mismo mes, una lesión distraccional del músculo aductor largo del muslo derecho, ocurrida durante la victoria por 2-0 ante el Torino, lo obligó a finalizar anticipadamente su campaña. A pesar de ello, el 23 de mayo siguiente, el Napoli se consagró campeón de Italia por cuarta vez en su historia, tras la victoria como local ante el Cagliari (2-0), en la última jornada del campeonato; para Buongiorno fue el primer scudetto de su carrera.

## Selección nacional
Fue internacional en categorías inferiores por Italia. Formó parte del plantel de la selección sub-20 de Italia que disputó la Copa Mundial de Fútbol Sub-20 de 2019.
El 18 de junio de 2023 hizo su debut con la selección absoluta en el partido por el tercer y cuarto de la Liga de Naciones de la UEFA 2022-23 ante los Países Bajos.

### Participaciones en Eurocopas
| Copa          | Sede     | Resultado        | Partidos | Goles |
| ------------- | -------- | ---------------- | -------- | ----- |
| Eurocopa 2024 | Alemania | Octavos de final | 0        | 0     |

## Estadísticas
Actualizado al último partido disputado el 27 de abril de 2025.
| Club                      | Div.          | Temporada     | Liga  | Liga  | Copas nacionales | Copas nacionales | Copas internacionales | Copas internacionales | Total | Total |
| Club                      | Div.          | Temporada     | Part. | Goles | Part.            | Goles            | Part.                 | Goles                 | Part. | Goles |
| ------------------------- | ------------- | ------------- | ----- | ----- | ---------------- | ---------------- | --------------------- | --------------------- | ----- | ----- |
| Torino F. C. · Italia     | 1.ª           | 2017-18       | 1     | 0     | 0                | 0                | —                     | —                     | 1     | 0     |
| Carpi F. C. 1909 · Italia | 2.ª           | 2018-19       | 18    | 0     | 0                | 0                | —                     | —                     | 18    | 0     |
| Carpi F. C. 1909 · Italia | Total club    | Total club    | 18    | 0     | 0                | 0                | 0                     | 0                     | 18    | 0     |
| Trapani Calcio · Italia   | 2.ª           | 2019-20       | 13    | 0     | 0                | 0                | —                     | —                     | 13    | 0     |
| Trapani Calcio · Italia   | Total club    | Total club    | 13    | 0     | 0                | 0                | 0                     | 0                     | 13    | 0     |
| Torino F. C. · Italia     | 1.ª           | 2020-21       | 12    | 0     | 2                | 0                | —                     | —                     | 14    | 0     |
| Torino F. C. · Italia     | 1.ª           | 2021-22       | 23    | 0     | 2                | 0                | —                     | —                     | 25    | 0     |
| Torino F. C. · Italia     | 1.ª           | 2022-23       | 34    | 1     | 4                | 0                | —                     | —                     | 38    | 1     |
| Torino F. C. · Italia     | 1.ª           | 2023-24       | 29    | 3     | 2                | 0                | —                     | —                     | 31    | 3     |
| Torino F. C. · Italia     | Total club    | Total club    | 99    | 4     | 10               | 0                | 0                     | 0                     | 109   | 4     |
| S. S. C. Napoli · Italia  | 1.ª           | 2024-25       | 22    | 1     | 1                | 0                | —                     | —                     | 23    | 1     |
| S. S. C. Napoli · Italia  | Total club    | Total club    | 22    | 1     | 1                | 0                | 0                     | 0                     | 23    | 1     |
| Total carrera             | Total carrera | Total carrera | 152   | 5     | 11               | 0                | 0                     | 0                     | 163   | 5     |

## Palmarés

### Campeonatos nacionales
| Título  | Club            | País   | Año  |
| ------- | --------------- | ------ | ---- |
| Serie A | S. S. C. Napoli | Italia | 2025 |